# Ludwigshafen am Rhein

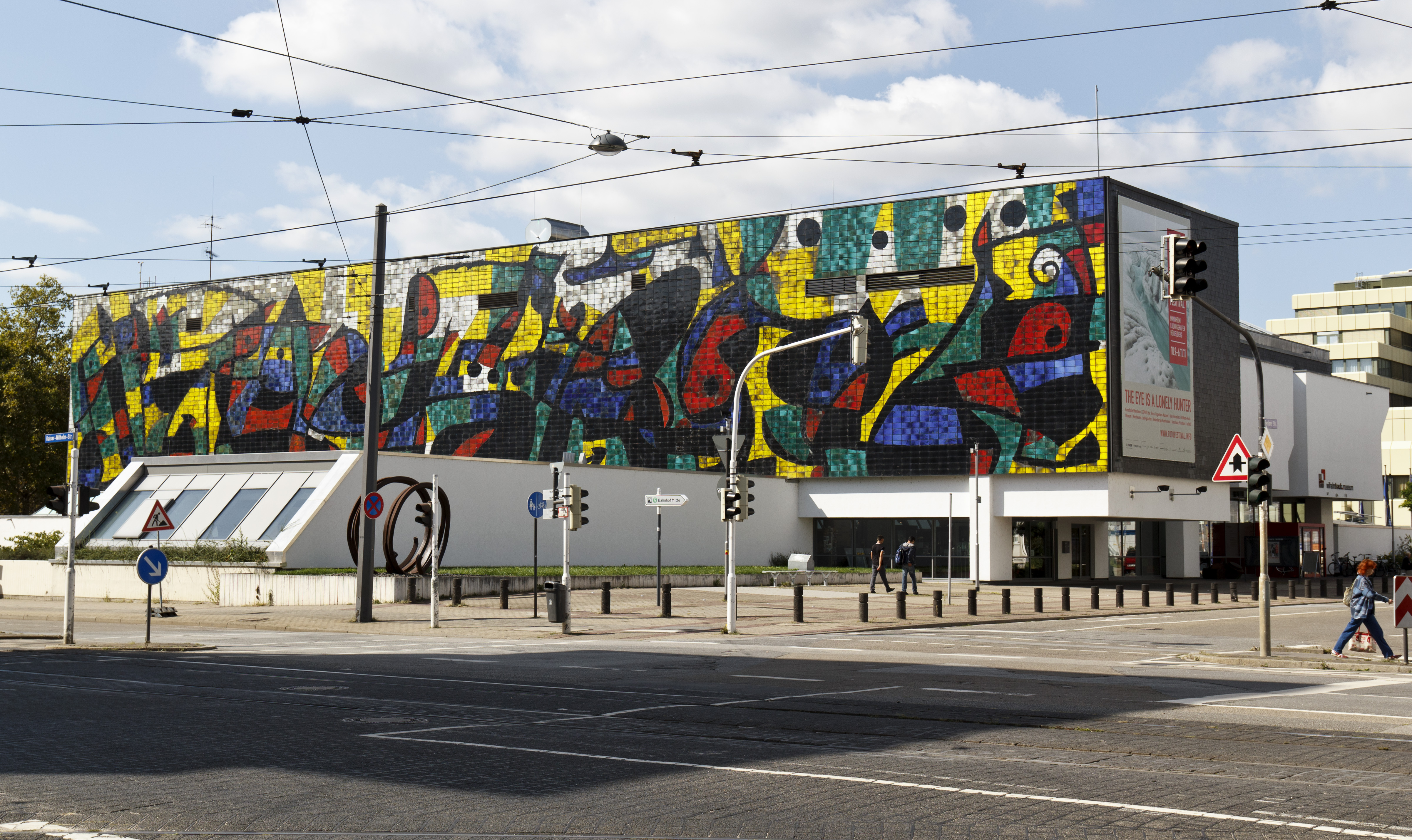
Ludwigshafen, Wilhelm-Hack-Museum

Ludwigshafen am Rhein je průmyslové město v Německu, spolkové zemi Porýní-Falc. Leží na levém břehu Rýna, naproti Mannheimu a soutoku Neckaru s Rýnem. Žije zde přibližně 176 tisíc obyvatel. Město bylo téměř úplně zničeno bombardováním za druhé světové války.

## Historie
V místech dnešního Ludwigshafenu byl římský tábor Rufiniana. Roku 1607 zde vybudoval kurfiřt Fridrich IV. Falcký předsunutou pevnost k obraně Mannheimu, kterou roku 1800 zbořili francouzští vojáci. Roku 1811 zde vzniklo přístaviště, po roce 1815 připadlo místo Bavorsku, které zde začalo podporovat podnikání v konkurenci vůči bádenskému Mannheimu. Na počest bavorského krále Ludvíka I. dostalo město název Ludwigshafen a 1859 se stalo městem. Od roku 1882 má oficiální název Ludwigshafen am Rhein, aby se odlišilo od jiných měst téhož jména. Roku 1895 mělo město 40 tisíc obyvatel, roku 1925 přes 101 tisíc.
Roku 1869 zde byla založena chemická továrna Badische Anillin- und Sodawerke (BASF), která se rozvinula ve světový koncern. Za války zde pracovalo asi 50 tisíc dělníků na nucených pracích a po 124 náletech bylo město z 80 % zničeno. Poválečná obnova probíhala velmi chaoticky, takže město nemá žádné centrum ani dominanty. Při velkém výbuchu v BASF roku 1948 zahynulo přes 200 dělníků. Od 60. let 20. století vznikla ve městě řada velkých dopravních projektů a koncem století se začalo i s urbanistickým plánováním města. Roku 1989 se zde bratři Pospíšilové stali podvacáté mistry světa v kolové.

## Hospodářství a doprava
Hlavním zaměstnavatelem jsou závody průmyslového koncernu BASF, které tvoří největší souvislou chemičku v Evropě. Město má velmi dobré železniční spojení a tramvajovou dopravu společnou s Mannheimem. Na městský okruh navazuje řada dálnic: A6, A61, A65, A67 a blízko je i A5.

## Kultura
Ludwigshafen má filharmonický orchestr, několik divadel a muzeí. Ernst-Bloch-Zentrum spravuje filosofovu pozůstalost, Wilhelm-Hack-Museum má pozoruhodné sbírky starého i současného umění. Jeho fasádu vyzdobil katalánský umělec Joan Miró.

## Osobnosti
- Ernst Bloch (1885–1977), filozof
- Kurt Biedenkopf (1930–2021), saský zemský premiér
- Helmut Kohl (1930–2017), spolkový kancléř
- André Schürrle (* 1990), fotbalový reprezentant

## Partnerské obce
- Antverpy, Belgie
- Dessau, Německo
- Havering, Spojené království
- Lorient, Francie
- Pasadena, Spojené státy
- Sumqayıt, Ázerbájdžán

## Galerie

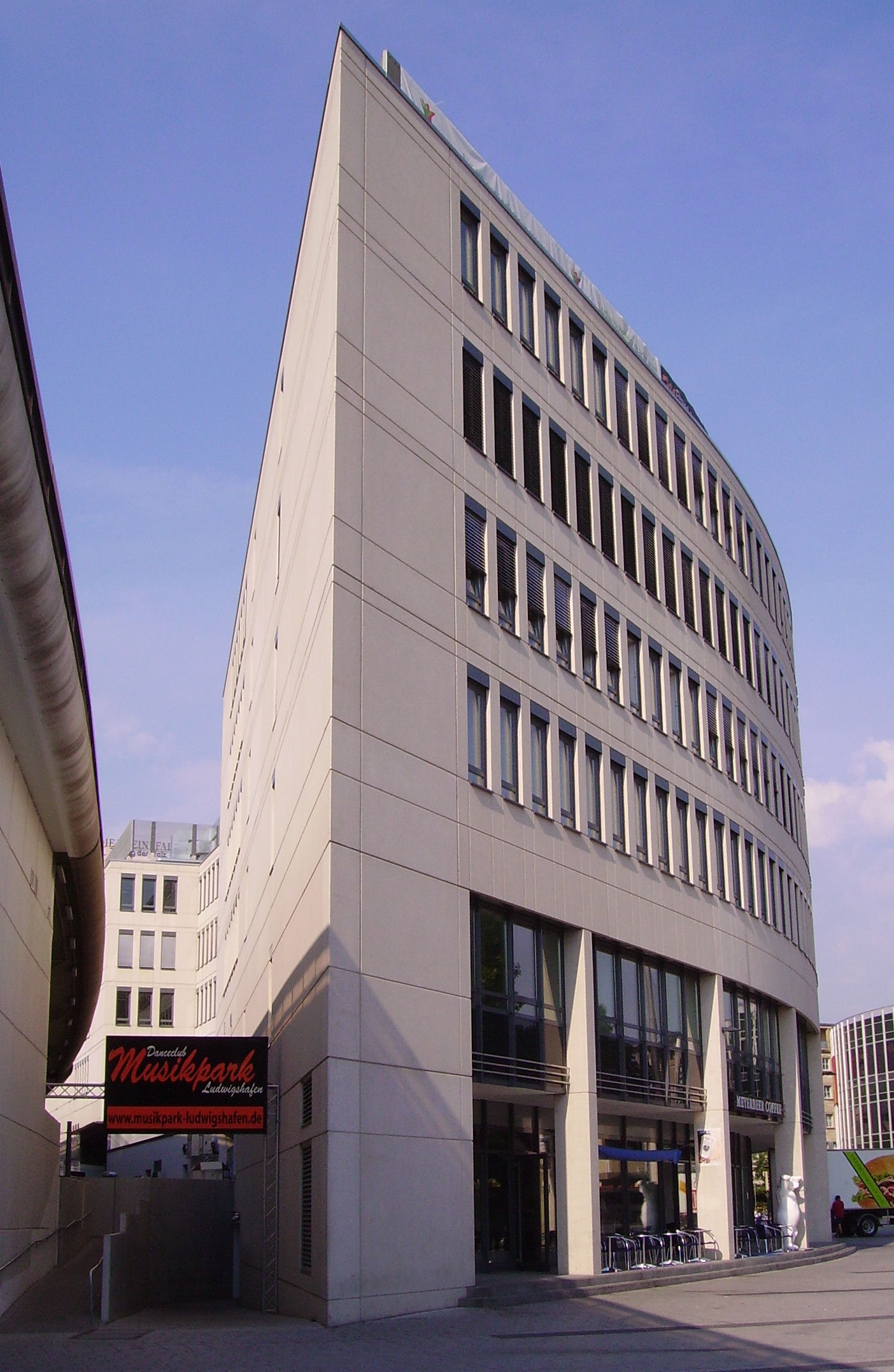
Ludwigshafen Faktor Haus
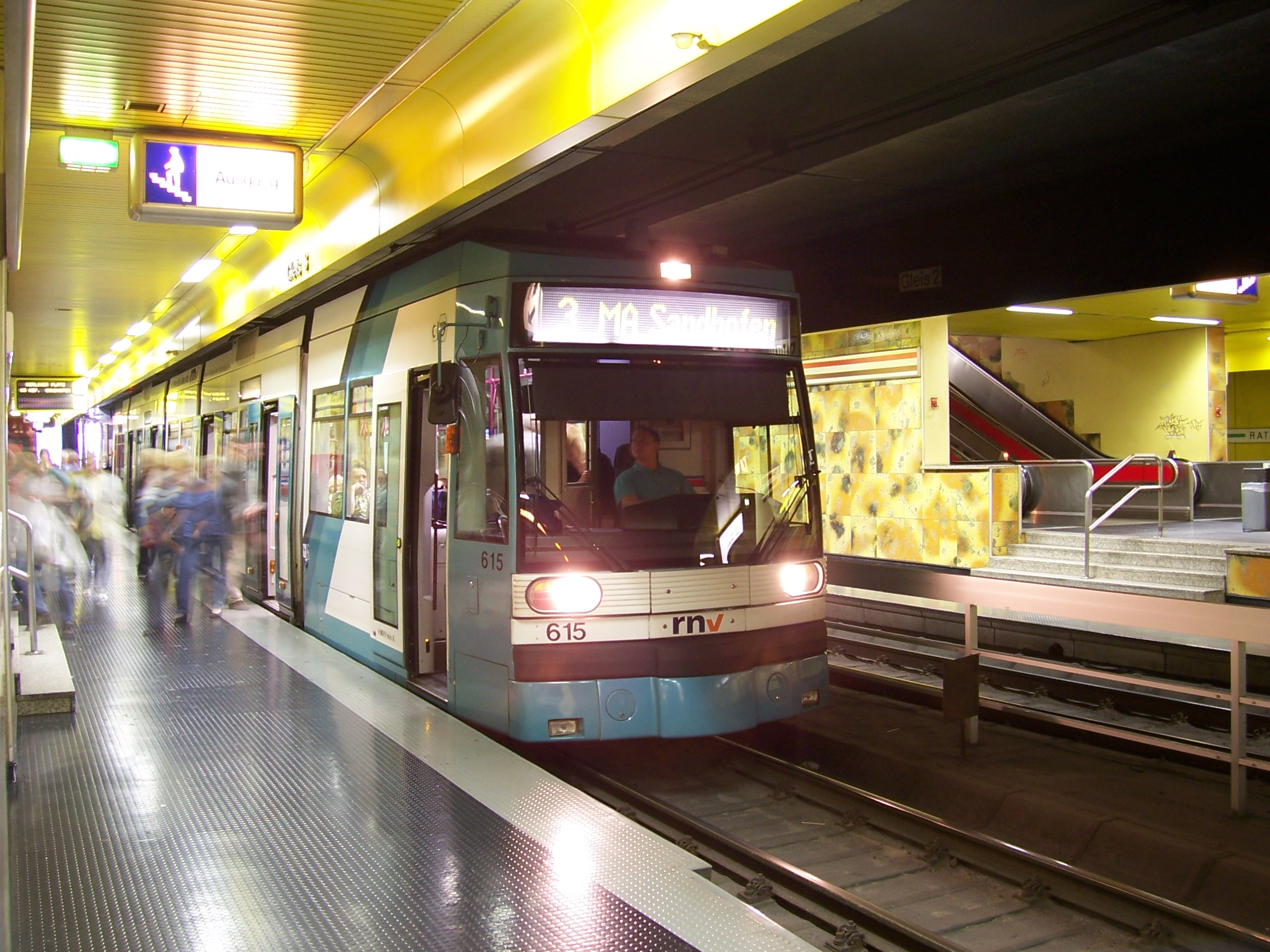
Zastávka pod radnicí
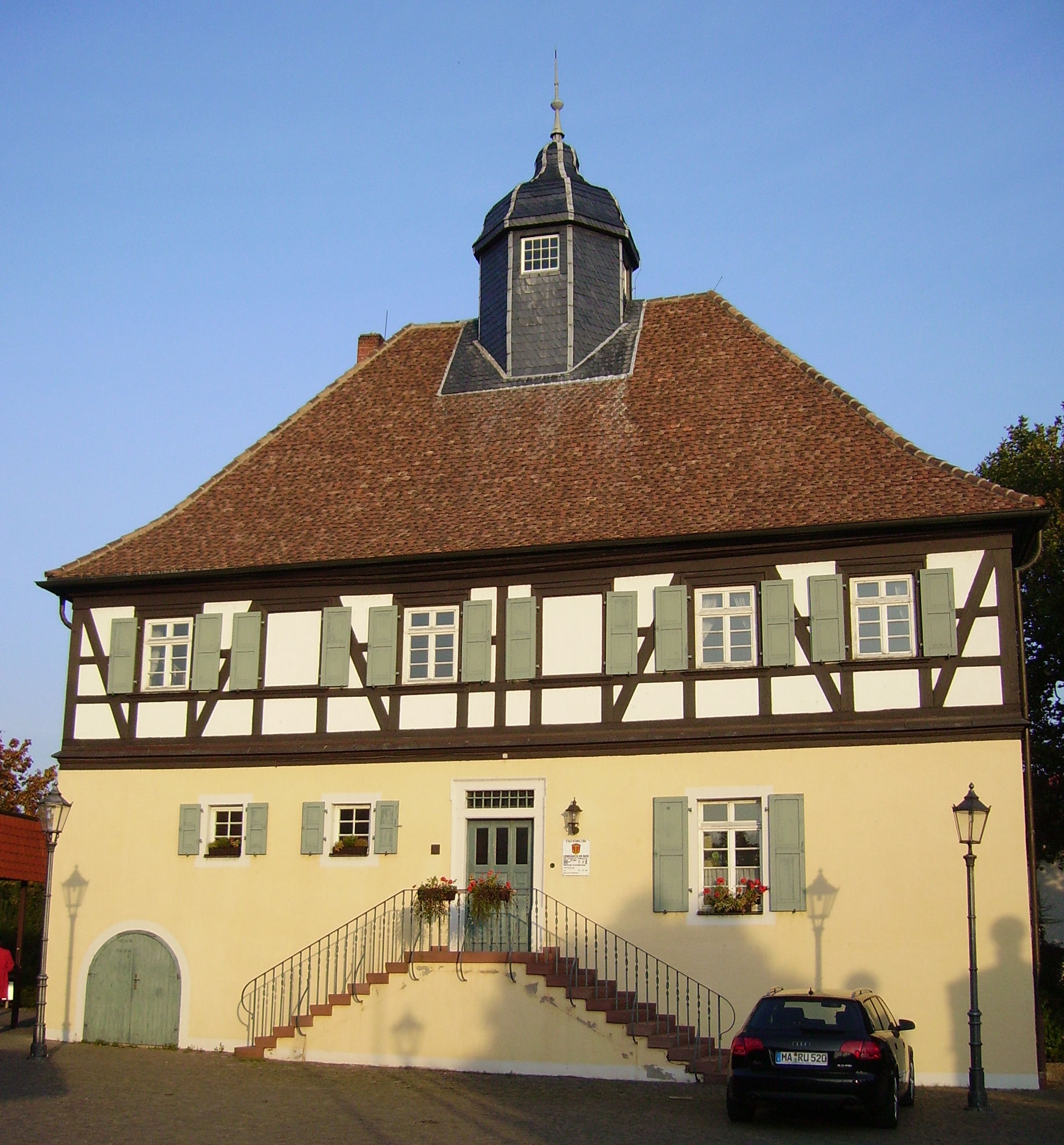
Radnice v Ruchheimu
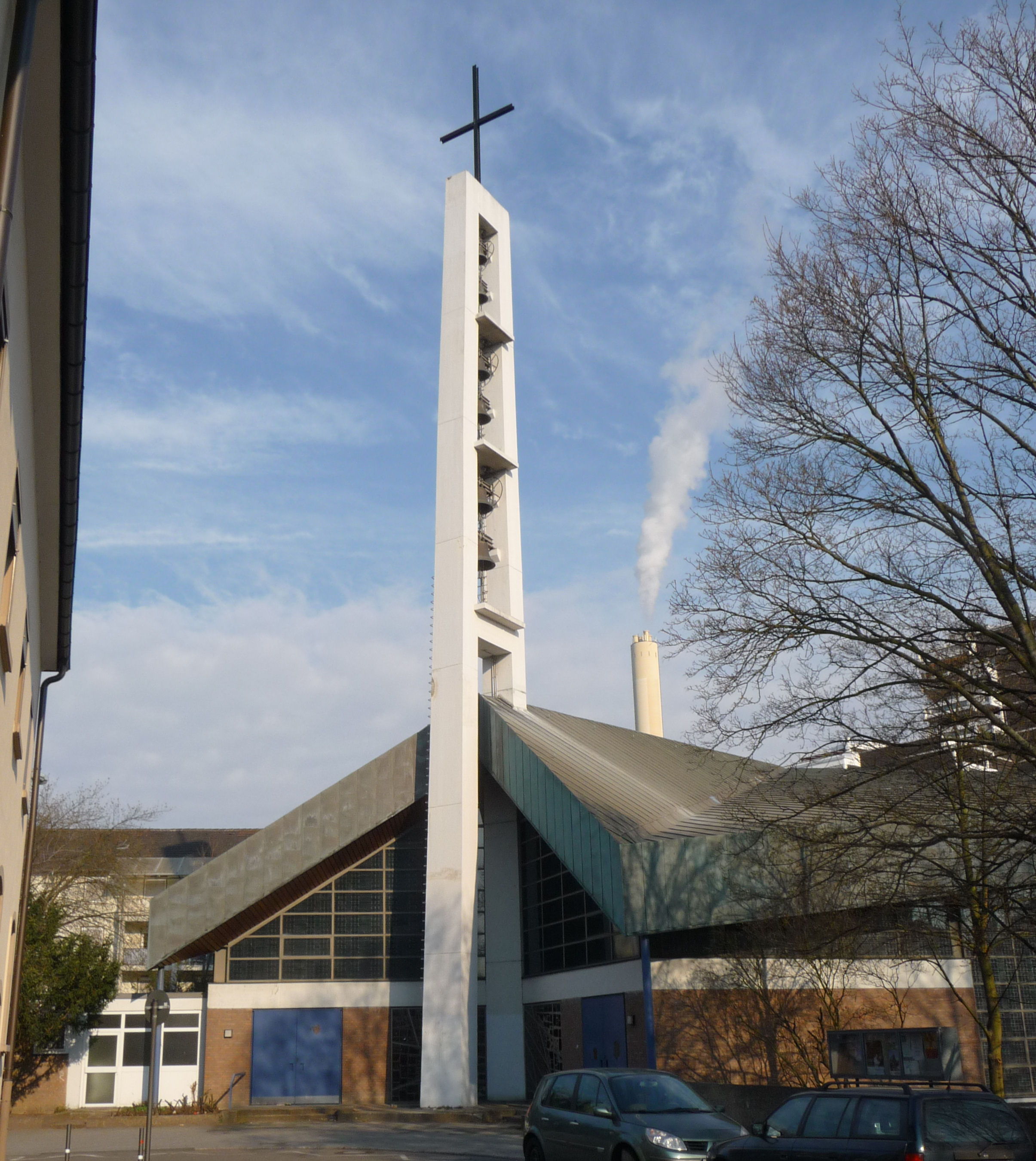
Kostel sv. Kříže (1975)